# جرشونيون
الجرشونيون هم أحد الأفرع الرئيسية الأربعة لنسل اللاويين، وهم حسب الكتاب المقدس منحدرون من جرشون بن لاوي.
يعزو الكتاب المقدس وظيفة دينية محددة إلى الجرشونيين، ألا وهي حِراسة الخيمة ذاتها ورعاية المسكن والغطاء وسجف باب خيمة الاجتماع وأستار الدار والأطناب وحول المذبح.

## مدن الجرشونيين
وفقًا لسفر يشوع، بدلاً من امتلاك منطقة مستقرة، امتلك الجرشونيون عدة مدن منتشرة في جميع أنحاء المناطق الجغرافية في الجليل وباشان: وكانت مدنهم ثلاث عشرة مدينة كما جاء في سفر يشوع: «فَكَانَ مَجْمُوعُ نَصِيبِ الْجَرْشُونِيِّينَ حَسَبَ عَشَائِرِهِمْ ثَلاثَ عَشْرَةَ مَدِينَةً مَعَ مَرَاعِيهَا.»:
- مِنْ نَصِيبِ نِصْفِ سِبْطِ مَنَسَّى: جُولانَ، وَبَعَشْتَرَةَ.
- وَمِنْ سِبْطِ يَسَّاكَرَ: قِشْيُونَ، وَدَبْرَةَ، وَيَرْمُوتَ، وَعَيْنَ جِنِّيمَ.
- وَمِنْ سِبْطِ أَشِيرَ: مِشْآلَ، وعبدون، وحلقة، ورحوب
- وَمِنْ سِبْطِ نَفْتَالِي: قادش، وحموت دور، وقَرْتَانَ